# Cratere Longwood
Longwood è un cratere sulla superficie di Marte.